# Кизь, Василий Дмитриевич
Василий Дмитриевич Кизь (1922—1996) — майор Советской Армии, участник Великой Отечественной войны, Герой Советского Союза (1944).

## Биография
Родился 22 августа 1922 года в селе Поповка (ныне — Карловский район Полтавской области Украины). Окончил среднюю школу.
В 1940 году был призван на службу в Рабоче-крестьянскую Красную Армию. В 1941 году он окончил Олсуфьевскую военную авиационную школу пилотов. С января 1942 года — на фронтах Великой Отечественной войны. Принимал участие в боях на Юго-Западном и 3-м Украинском фронтах.
К октябрю 1943 года будучи гвардии лейтенантом был штурманом звена 97-го гвардейского ночного бомбардировочного авиаполка 262-й ночной бомбардировочной авиадивизии 17-й воздушной армии Юго-Западного фронта. К тому времени он совершил 640 боевых вылетов на бомбардировку скоплений боевой техники и живой силы противника, его важных объектов, нанеся тому большие потери.
К концу января 1945 года сделал Архивная копия от 25 декабря 2017 на Wayback Machine 850 боевых вылетов с боевым налетом 1 307 часов. Количество вылетов до конца войны в известных документах не обозначено, но могло быть заметно выше этой цифры.
Указом Президиума Верховного Совета СССР «О присвоении звания Героя Советского Союза офицерскому составу военно-воздушных сил Красной Армии» от 4 февраля 1944 года за «образцовое выполнение боевых заданий командования на фронте борьбы с немецкими захватчиками и проявленные при этом отвагу и геройство» был удостоен высокого звания Героя Советского Союза с вручением ордена Ленина и медали «Золотая Звезда» за номером 2698.
В 1946 году в звании майора был уволен в запас. Проживал и работал в посёлке Семёновка Полтавской области Украины. Скончался 22 октября 1996 года.
Был награждён двумя орденами Ленина, орденом Красного Знамени, двумя орденами Отечественной войны 1-й степени, орденами Трудового Красного Знамени, Красной Звезды, «Знак Почёта», рядом медалей, почётным знаком отличия Президента Украины (1995).